# Климовська Матільда Львівна
Маті́льда Льві́вна Климо́вська (* 30 червня 1899, Пенза — † 22 серпня 1974) — українська скульпторка, з 1951 року — в складі Харківського обласного відділення СХУ.

## Життєпис
Народилася 30 червня 1988 року в Пензі. Мала двох сестер та чотирьох братів. Родина переїхала до Харкова.
В 1923–1928 роках навчалася у Першому Ленінградському художньому технікумі — у В. Лішева, В. Кузнецова, А. Рилова.
З 1931 року працює в Харкові, творила у галузі станкової та декоративної скульптури малих форм, створювала статуетки для місцевої фабрики.
З 1937 — учасниця республіканських і всесоюзних виставок.
Серед робіт Климовської:
- погруддя С. Міхоелса, 1941, у образі короля Ліра,
- «Т. Шевченко», 1946,
- «Нахімовець», 1950-ті,
- «Шолом-Алейхем», 1950-ті,
- «Ленін. Апасіоната», 1970,
- «Онєгін і Тетяна в саду».

Проживала в комунальній квартирі, де й творила погруддя. 
Померла 22 серпня 1974 року.